# Bošov (Vrbice)

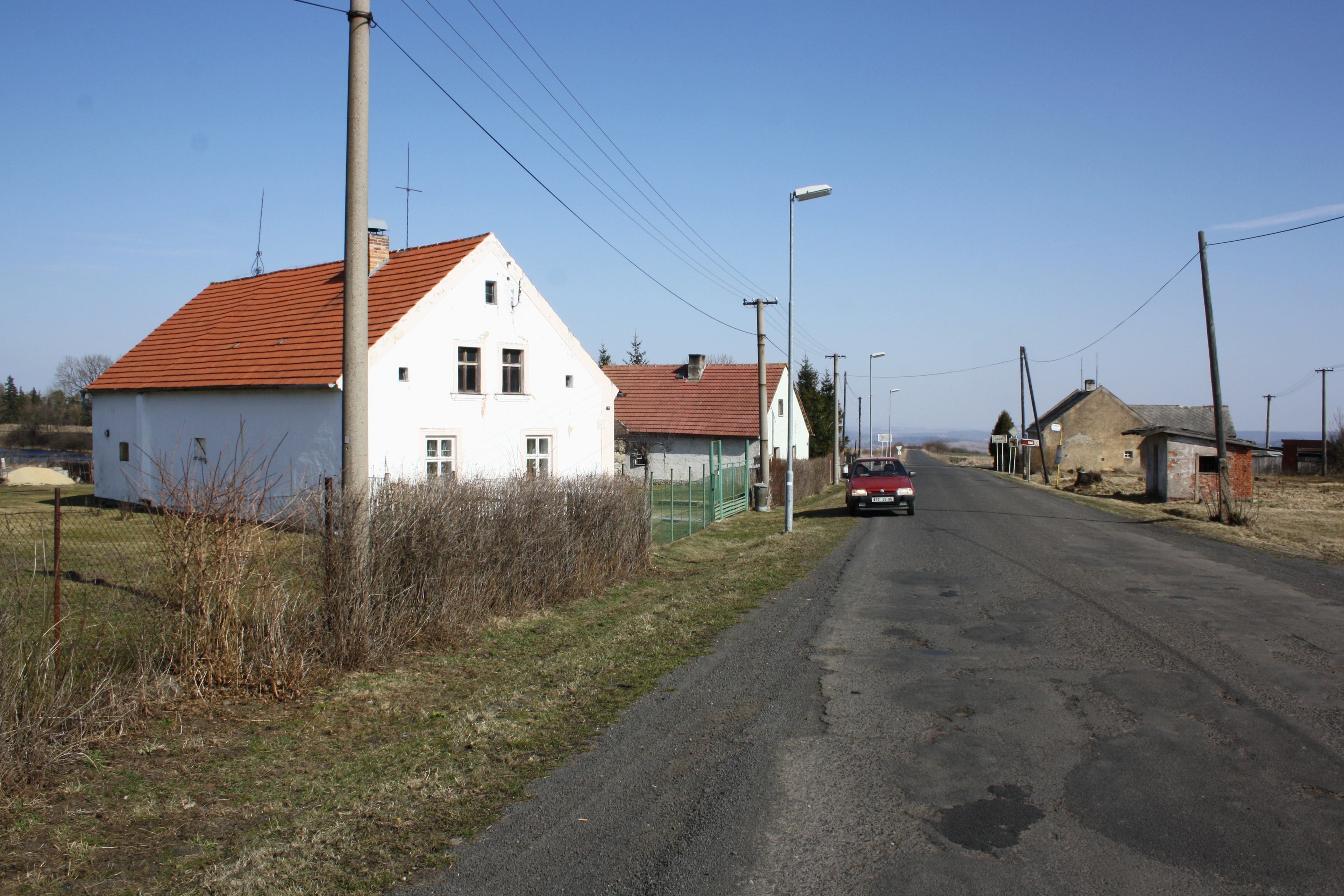
Dorfstraße in Bošov

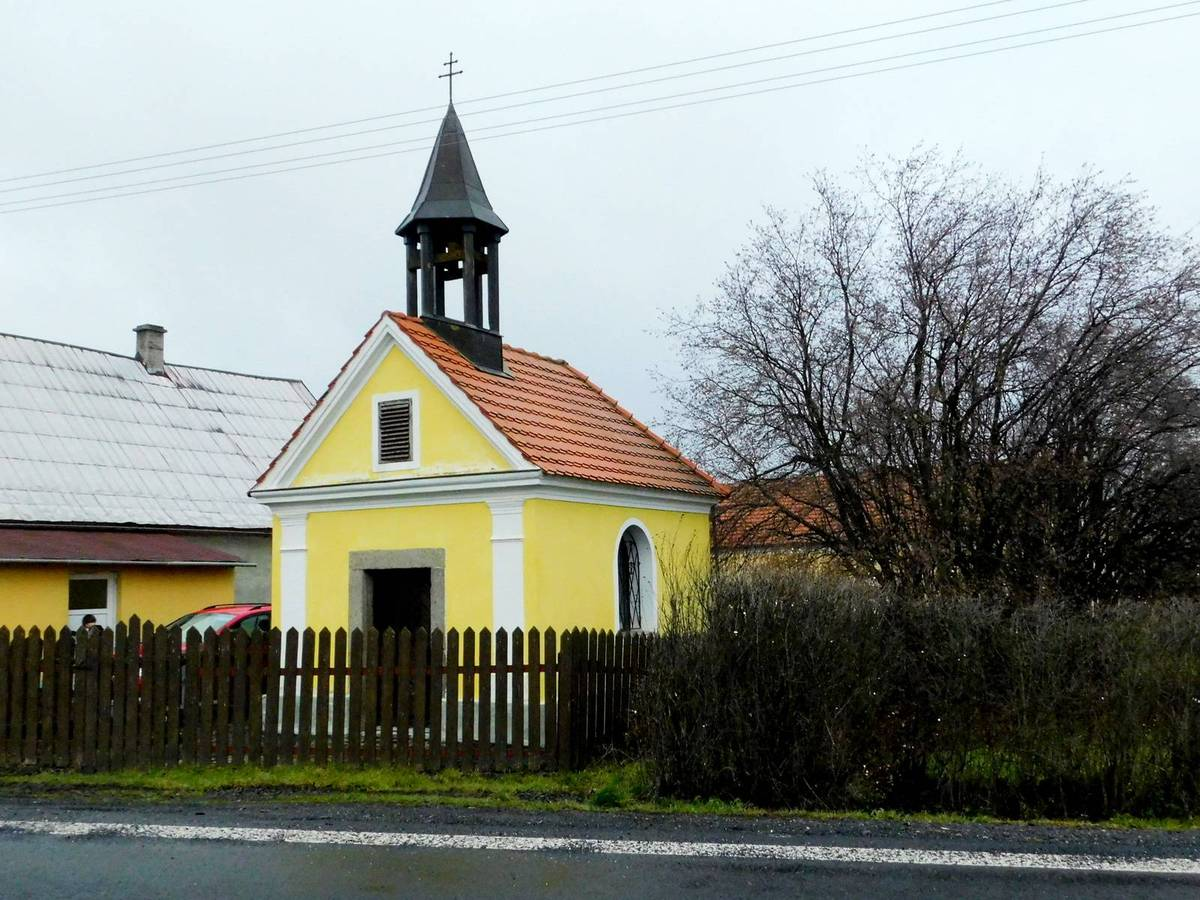
Kapelle des hl. Florian

Bošov (deutsch Poschau) ist ein Ortsteil der Gemeinde Vrbice (Großfürwitz) in Tschechien. Das Dorf liegt sieben Kilometer nordöstlich von Žlutice (Luditz) und gehört zum Okres Karlovy Vary.

## Geographie
Das von ausgedehnten Feldern umgebene Straßendorf Bošov befindet sich auf einer Hochfläche zwischen den Tälern der Bäche Velká Trasovka (Forellenbach) und Libkovický potok in der Žluticka vrchovina (Luditzer Bergland). Am südöstlichen Ortsrand liegt die Anschlussstelle 83 der Autobahn D 6, die derzeit dort endet und sich nach Westen als Staatsstraße I/6 fortsetzt. Die Anschlussstelle ist zugleich Kreuzung mit der Staatsstraße II/194 zwischen Chyše (Chiesch) und Podbořanský Rohozec (Deutsch Rust) sowie Ausgangspunkt, der auf der alten Trasse der I/6 nach Osten bis Lubenec (Lubens) führenden Staatsstraße II/606. Nordöstlich erheben sich der Ochsenhübel (552 m n.m.) und der Federnitzberg (570 m n.m.), im Südosten der Jezerský vrch (Jeserauberg; 589 m n.m.), südwestlich der U Bošova (587 m n.m.) und im Nordwesten der Bošovský kopec (577 m n.m.).
Nachbarorte sind Vrbice (Großfürwitz) im Norden, Jeřeň (Girschen), Kostrčany (Kosterschan) und Nahořečice (Nahoretitz) im Nordosten, Cihelna (Ziegelhäuser) und Libkovice (Liebkowitz) im Osten, Hájek (Heikau), Podštěly (Badstübel) und Jezerov (Jeserau) im Südosten, Nová Teplice (Neutöplitz) und Nová Ovčárna (Neuhütten) im Süden, Mokrá (Mokrau), Štoutov (Stadthöfen) und Čichalov (Sichlau) im Südwesten, Budov (Buda) und Skřipová (Krippau) im Westen sowie Albeřice (Alberitz) und Velký Hlavákov (Groß Lubigau) im Nordwesten.

## Geschichte
Auf der Hochfläche an der Karlsbader Kaiserstraße stand ursprünglich der zu den vereinigten Gütern Luck und Werschetitz gehörige herrschaftliche Poscherlhof. Nachdem der Meierhof im 18. Jahrhundert an das Gut Libkowitz übergegangen war, ließ dessen Besitzer Franz Xaver Putz von Breitenbach nach 1785 die Fluren des Hofes im Zuge der Raabisation parzellieren und an der Kaiserstraße das Straßendorf Poschau anlegen. Ab 1807 gehörte das Gut Libkowitz der Familie Wenisch.
Im Jahre 1845 bestand das im Elbogener Kreis an der Karlsbader Straße gelegene Dorf Poschau aus 34 Häusern mit 220 deutschsprachigen Einwohnern, darunter einer jüdischen Familie. Im Ort gab es ein Einkehrhaus für die Fuhrleute. Gepfarrt war das Dorf nach Nahořetitz. Bis zur Mitte des 19. Jahrhunderts blieb Poschau dem Gut Liebkowitz untertänig.
Nach der Aufhebung der Patrimonialherrschaften bildete Poschau / Pošov ab 1850 einen Ortsteil der Gemeinde Großfürwitz / Velká Vrbice im Gerichtsbezirk Luditz. Ab 1868 gehörte Poschau zum Bezirk Luditz. Im Jahre 1869 bestand das Dorf aus 36 Häusern und hatte 165 Einwohner. Im Jahre 1900 hatte Poschau wiederum 165 Einwohner, 1910 waren es 159.
Nach dem Ersten Weltkrieg zerfiel der Vielvölkerstaat Österreich-Ungarn, die Gemeinde wurde 1918 Teil der neu gebildeten Tschechoslowakischen Republik. Beim Zensus von 1921 lebten in den 37 Häusern des Dorfes 160 Personen, darunter 156 Deutsche und drei Tschechen. Der tschechische Ortsname wurde 1924 in Bošov abgeändert. Trotz der relativ hohen Einwohnerzahl war Poschau zu keiner Zeit eigenständig.
1930 lebten in den 37 Häusern von Poschau 160 Personen. Nach dem Münchner Abkommen wurde Poschau im Oktober 1938 dem Deutschen Reich zugeschlagen und gehörte bis 1945 zum Landkreis Luditz. Nach dem Ende des Zweiten Weltkrieges kam Bošov zur wiedererrichteten Tschechoslowakei zurück. Nach der Aussiedlung der deutschen Bewohner wurde Bošov nur schwach mit Tschechen wiederbesiedelt. 1946 bestand das Dorf aus 39 Häusern, von denen in der zweiten Hälfte des 20. Jahrhunderts 25 abgerissen wurden. Im Zuge der Gebietsreform von 1948 wurde der Okres Žlutice aufgelöst und die Gemeinde Vrbice zum 1. Februar 1949 dem Okres Toužim zugeordnet. Im Jahre 1950 lebten in den 28 Häusern von Bošov nur noch 66 Personen. Bei der Gebietsreform von 1960 wurde Bošov in den Okres Karlovy Vary eingegliedert. Beim Zensus von 1970 lebten in dem Dorf 47 Personen. Zum 1. Januar 1975 wurde Bošov zusammen mit Vrbice nach Valeč eingemeindet. Am 24. November 1990 lösten sich Vrbice, Bošov und Skřipová wieder von Valeč und bildeten die Gemeinde Vrbice. 1991 bestand Bošov aus zehn Wohnhäusern und hatte 32 Einwohner. 2011 lebten in den 16 Häusern von Bošov 35 Menschen.
Unter dem seit der zweiten Hälfte des 20. Jahrhunderts stark zunehmenden Verkehr auf der Staatsstraße I/6 von Karlsbad nach Prag, die zugleich die Dorfstraße von Bošov war, litt die Lebensqualität in dem Dorf. Im Oktober 2010 begann der Bau eines vier Kilometer langen Teilstückes der Autobahn D 6 zwischen Bošov und Libkovice, das im November 2015 übergeben und zwischen 2018 und 2021 bis Jelení verlängert wurde. Im Zuge des Autobahnbaus erhielt Bošov eine Ortsumfahrung, so dass der Verkehr auf der vielbefahrenen Staatsstraße I/6 nun südlich am Dorf vorbeigeführt wird.

## Ortsgliederung
Der Ortsteil Bošov ist Teil des Katastralbezirks Vrbice u Valče.

## Sehenswürdigkeiten
- Kapelle des hl. Florian, sie wurde um 1800 in der Mitte des Dorfes an der Nordseite der Karlsbader Kaiserstraße errichtet und im 19. Jahrhundert umgebaut. Im Innern befanden sich ein Altarbild des Schutzheiligen aus der Erbauungszeit sowie eine im 19. Jahrhundert geschaffene Holzfigur der hl. Anna. Nach 1945 wurde die Kapelle als Lager genutzt und dem Verfall preisgeben. Zu Beginn des 21. Jahrhunderts erfolgte ihre Sanierung.[6]